# Peter Procter
Peter Roderick Procter (* 16. Januar 1930 in Bradford; † 15. August 2024) war ein britischer Rad- und Autorennfahrer sowie nationaler Meister im Radsport.

## Sportliche Laufbahn
1951 gewann er die Meisterschaft der Amateure des Verbandes N.C.U., 1950 wurde er Dritter hinter dem Sieger Gordon Thomas. Das Einzelzeitfahren Manx Mountain Time Trial gewann er 1951 und wurde Dritter der nationalen Meisterschaft im Bergfahren.  Im britischen Milk Race 1952 siegte er in der Bergwertung.
1953 wurde er vom britischen Verband für die Internationale Friedensfahrt nominiert. Er schied in dem Etappenrennen aus. Von 1952 bis 1955 startete er als Unabhängiger. Danach wandte er sich dem Automobilsport zu.
Procter starb Mitte August 2024 im Alter von 94 Jahren.

## Statistik

### Le-Mans-Ergebnisse
| Jahr | Team           | Fahrzeug                  | Teamkollege   | Platzierung | Ausfallgrund                 |
| ---- | -------------- | ------------------------- | ------------- | ----------- | ---------------------------- |
| 1961 | Sunbeam Talbot | Sunbeam Alpine Harrington | Peter Harper  | Rang 16     |                              |
| 1962 | Sunbeam Talbot | Sunbeam Alpine            | Peter Harper  | Rang 15     |                              |
| 1963 | Sunbeam Talbot | Sunbeam Alpine            | Peter Harper  | Ausfall     | defekte Zylinderkopfdichtung |
| 1964 | Rootes Group   | Sunbeam Tiger Thunderbolt | Jeremy Blumer | Ausfall     | Motorschaden                 |

### Sebring-Ergebnisse
| Jahr | Team                 | Fahrzeug       | Teamkollege     | Teamkollege | Platzierung | Ausfallgrund |
| ---- | -------------------- | -------------- | --------------- | ----------- | ----------- | ------------ |
| 1960 | Tony O’Sullivan      | AC Ace         | Tony O’Sullivan |             | Rang 28     |              |
| 1961 | Jack Brabhams Motors | Sunbeam Alpine | Peter Harper    | Bob Olthoff | Rang 17     |              |
| 1962 | Rootes Motors        | Sunbeam Alpine | Peter Harper    |             | Rang 15     |              |

### Einzelergebnisse in der Sportwagen-Weltmeisterschaft
| Saison | Team                      | Rennwagen                     | 1   | 2   | 3   | 4   | 5   | 6   | 7   | 8   | 9   | 10  | 11  | 12  | 13  | 14  | 15  | 16  | 17  | 18  | 19  | 20  | 21  | 22  |
| ------ | ------------------------- | ----------------------------- | --- | --- | --- | --- | --- | --- | --- | --- | --- | --- | --- | --- | --- | --- | --- | --- | --- | --- | --- | --- | --- | --- |
| 1960   | Tony O’Sullivan           | AC Ace                        | BUA | SEB | TAR | NÜR | LEM |     |     |     |     |     |     |     |     |     |     |     |     |     |     |     |     |     |
| 1960   | Tony O’Sullivan           | AC Ace                        | 28  |     |     |     |     |     |     |     |     |     |     |     |     |     |     |     |     |     |     |     |     |     |
| 1961   | Jack Brabham              | Sunbeam Alpine                | SEB | TAR | NÜR | LEM | PES |     |     |     |     |     |     |     |     |     |     |     |     |     |     |     |     |     |
| 1961   | Jack Brabham              | Sunbeam Alpine                | 17  |     |     | 16  |     |     |     |     |     |     |     |     |     |     |     |     |     |     |     |     |     |     |
| 1962   | Rootes-Gruppe             | Sunbeam Alpine                | DAY | SEB | SEB | MAI | TAR | BER | NÜR | LEM | TAV | CCA | RTT | NÜR | BRI | BRI | PAR |     |     |     |     |     |     |     |
| 1962   | Rootes-Gruppe             | Sunbeam Alpine                |     |     | 15  |     |     |     |     | 15  |     |     |     |     |     |     |     |     |     |     |     |     |     |     |
| 1963   | Sunbeam                   | Sunbeam Alpine Sunbeam Rapier | DAY | SEB | SEB | TAR | SPA | MAI | NÜR | CON | ROS | LEM | MON | WIS | TAV | FRE | CCE | RTT | OVI | NÜR | MON | MON | TDF | BRI |
| 1963   | Sunbeam                   | Sunbeam Alpine Sunbeam Rapier |     |     |     |     |     |     |     |     |     | DNF |     |     |     |     |     |     |     |     |     |     | DNF |     |
| 1964   | Rootes-Gruppe Mann Racing | Sunbeam Alpine Ford Mustang   | DAY | SEB | TAR | MON | SPA | CON | NÜR | ROS | LEM | REI | FRE | CCE | RTT | SIM | NÜR | MON | TDF | BRI | BRI | PAR |     |     |
| 1964   | Rootes-Gruppe Mann Racing | Sunbeam Alpine Ford Mustang   |     |     |     |     |     |     |     |     | DNF |     |     |     |     |     |     |     | 8   |     |     |     |     |     |